# Khaya senegalensis

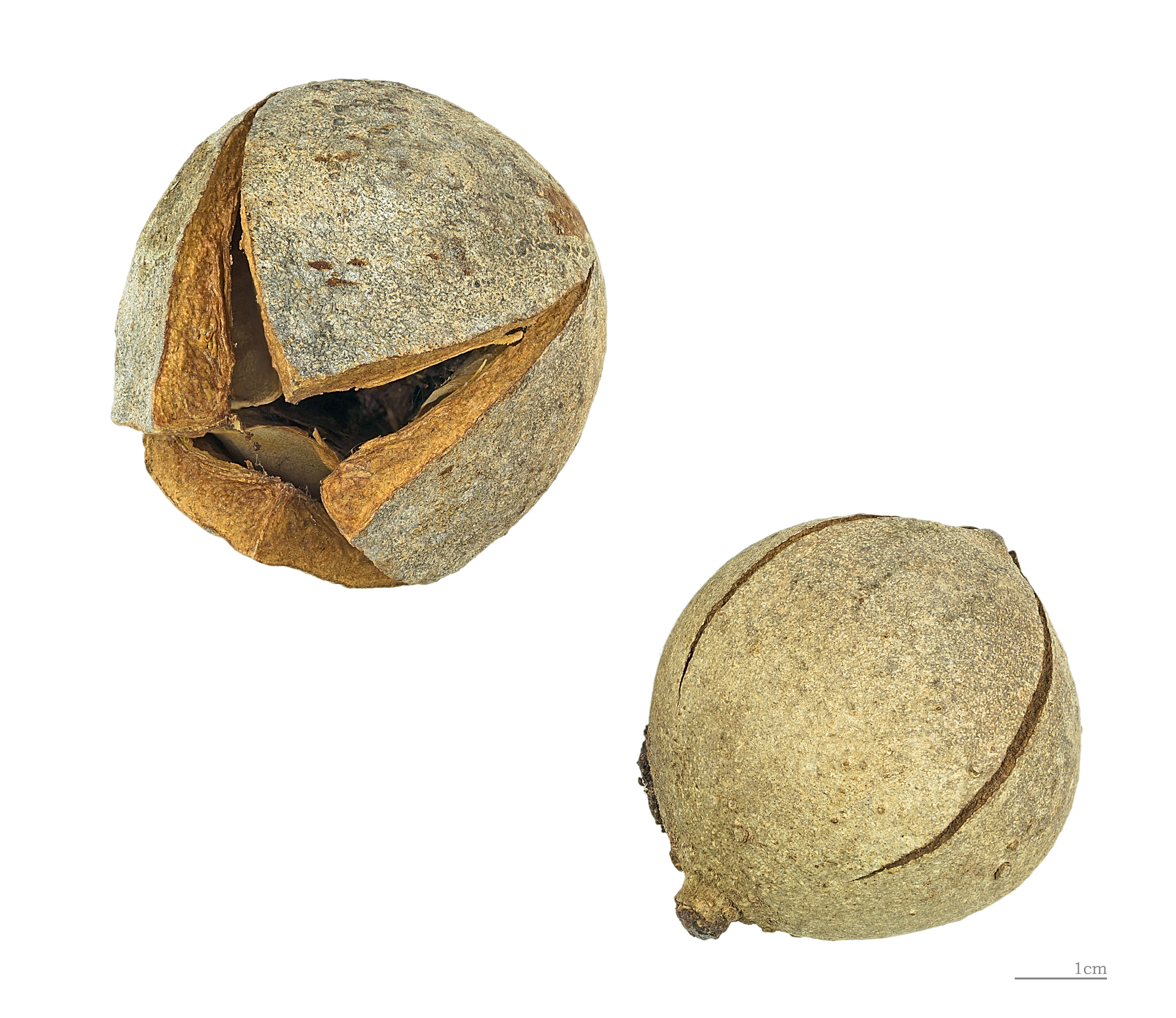
Khaya senegalensis

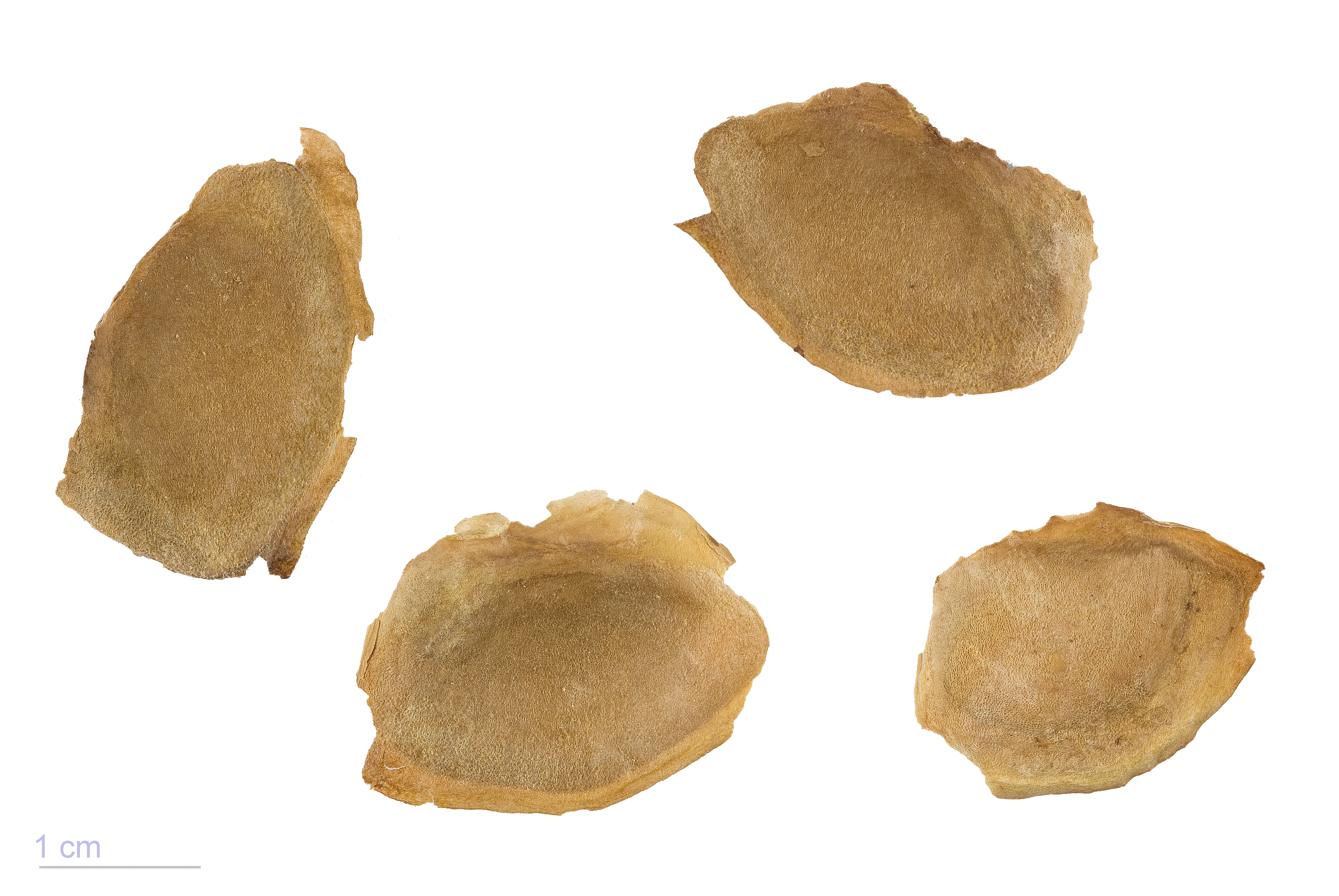
Khaya senegalensis

Khaya senegalensis (Desr.) A.Juss. è un albero della famiglia delle Meliacee che cresce nelle regioni tropicali dell'Africa occidentale.

## Conservazione
La Lista rossa IUCN classifica Khaya senegalensis come specie vulnerabile.

## Usi
Oltre all'uso del legname, questa specie di Khaya viene usata durante la stagione secca come foraggio per il bestiame. Inoltre, la corteccia di K. senegalensis è spesso utilizzata per il trattamento di molte malattie.
I semi della pianta hanno un contenuto di olio pari al 52,5%, composto dal 21% di acido palmitico, il 10% di acido stearico, il 65% acido oleico, e il 4% di altri composti acidi .